# Saint-Christophe-de-Valains
Saint-Christophe-de-Valains / Sant-Kristol-Gwalen là một xã trong tỉnh Ille-et-Vilaine, thuộc vùng hành chính Bretagne của nước Pháp, có dân số là 186 người (thời điểm 2008). Xã nằm khoảng 37 km phía đông-bắc của Rennes và 35 km phía nam của Mont Saint-Michel.

## Dân số
| 1793 | 1800 | 1806 | 1821 | 1831 | 1836 | 1841 | 1846 | 1851 |
| ---- | ---- | ---- | ---- | ---- | ---- | ---- | ---- | ---- |
| 235  | 295  | 260  | 257  | 286  | 308  | 290  | 296  | 323  |

| 1856 | 1861 | 1866 | 1872 | 1876 | 1881 | 1886 | 1891 | 1896 |
| ---- | ---- | ---- | ---- | ---- | ---- | ---- | ---- | ---- |
| 310  | 300  | 341  | 324  | 324  | 321  | 300  | 324  | 291  |

| 1901 | 1906 | 1911 | 1921 | 1926 | 1931 | 1936 | 1946 | 1954 |
| ---- | ---- | ---- | ---- | ---- | ---- | ---- | ---- | ---- |
| 274  | 291  | 223  | 193  | 241  | 222  | 232  | 194  | 185  |

| 1962                                         | 1968 | 1975 | 1982 | 1990 | 1999 | 2008 | - | - |
| -------------------------------------------- | ---- | ---- | ---- | ---- | ---- | ---- | - | - |
| 164                                          | 151  | 129  | 107  | 106  | 138  | 186  | - | - |
| Số liệu kể từ 1962 : dân số không tính trùng |      |      |      |      |      |      |   |   |

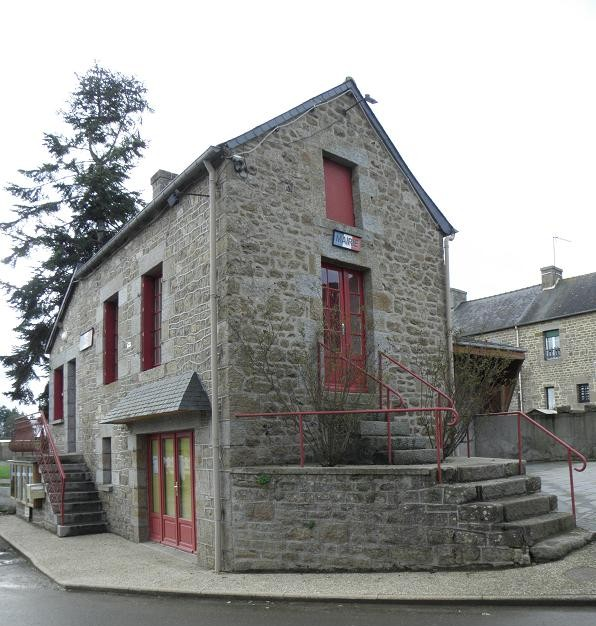
Mairie de Saint-Christophe-de-Valains
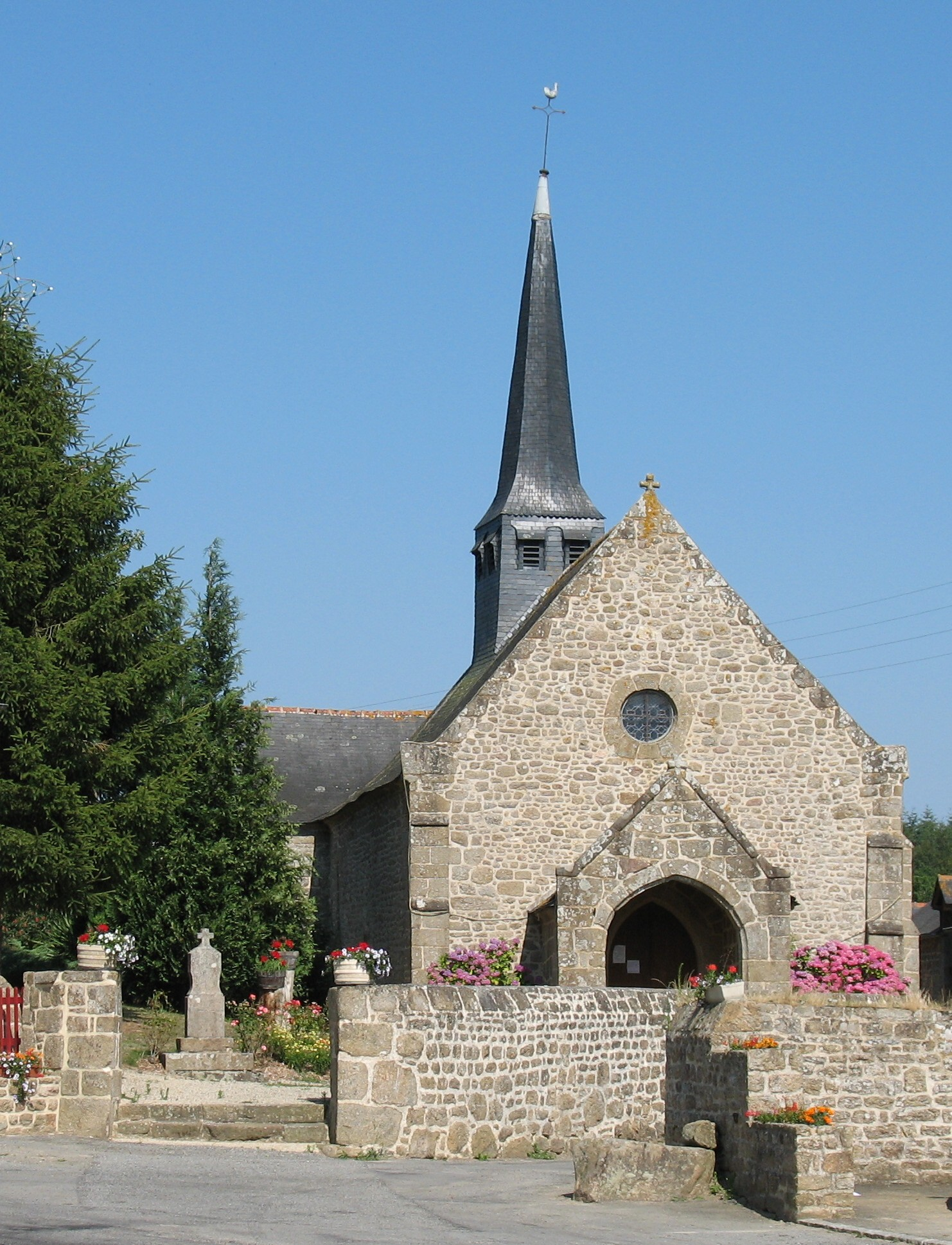
Église Saint-Christophe.
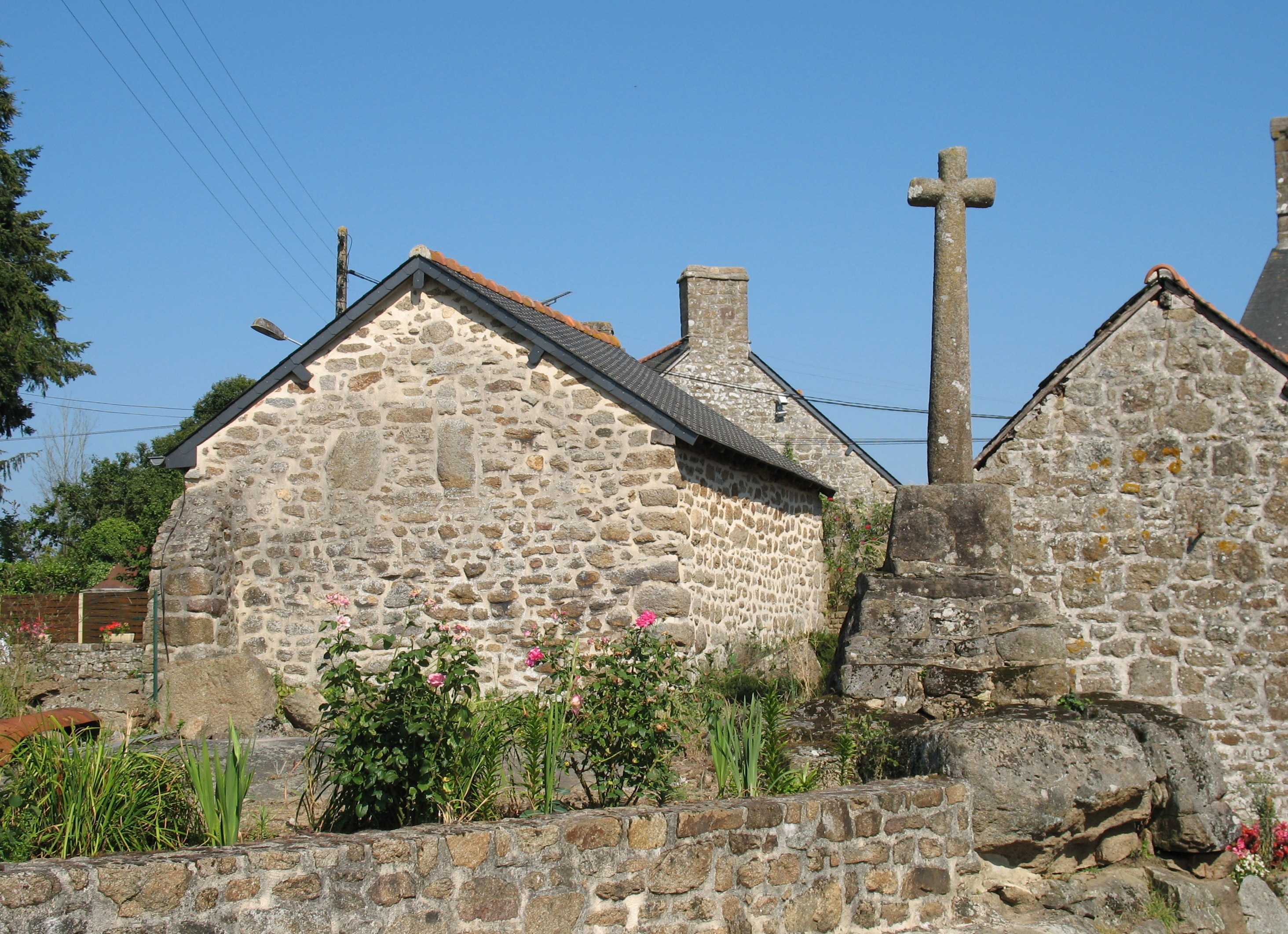
Croix du bourg.
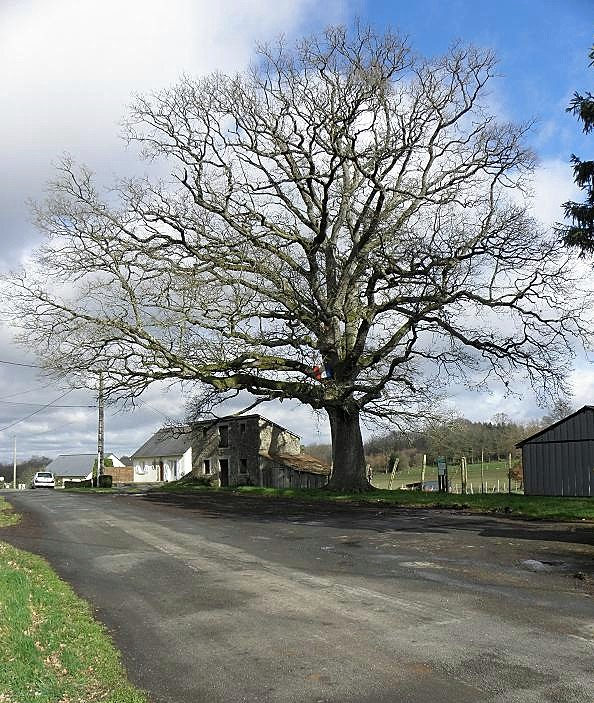
Le chêne de la Liberté.
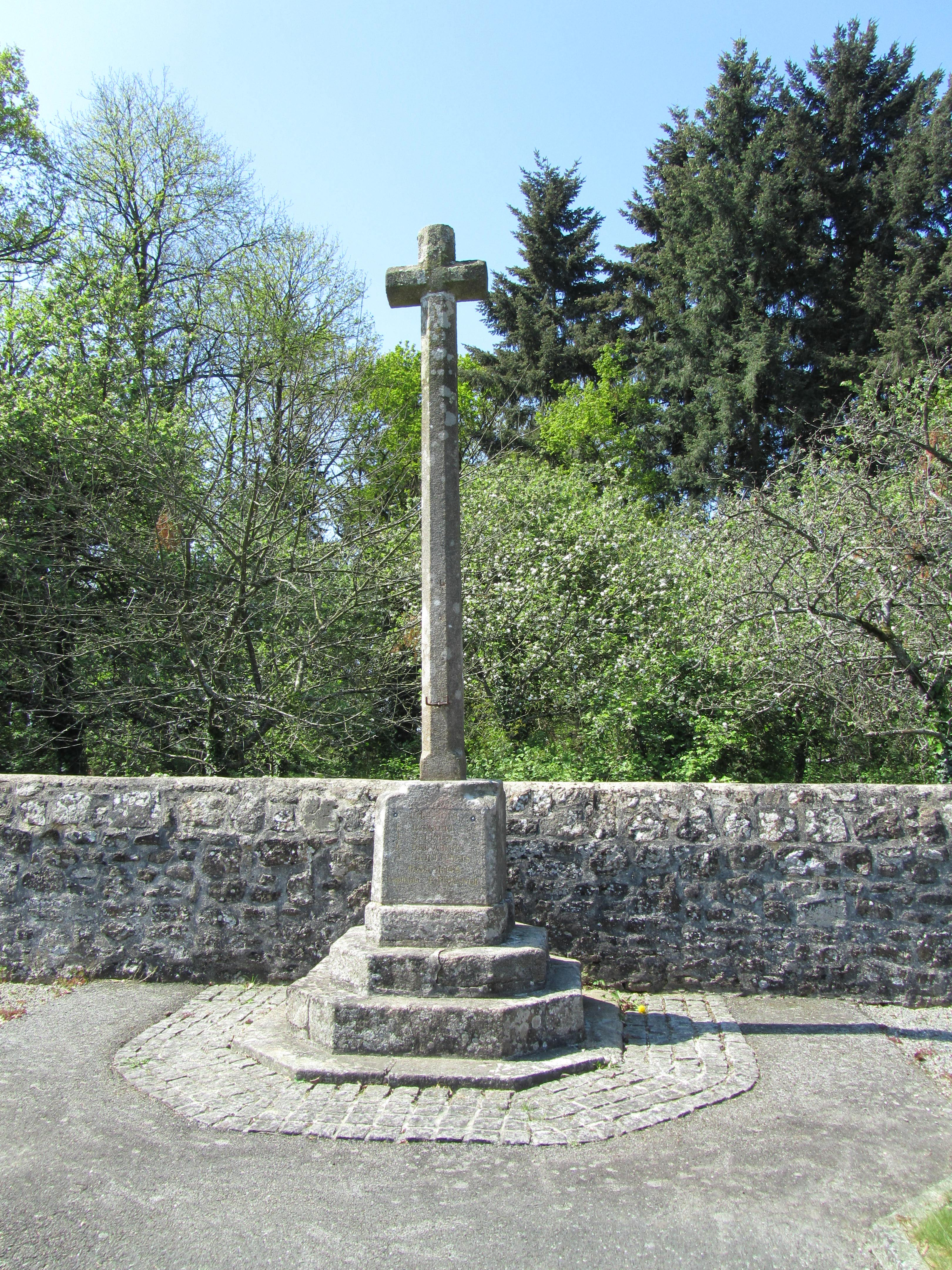
Le monument aux morts.
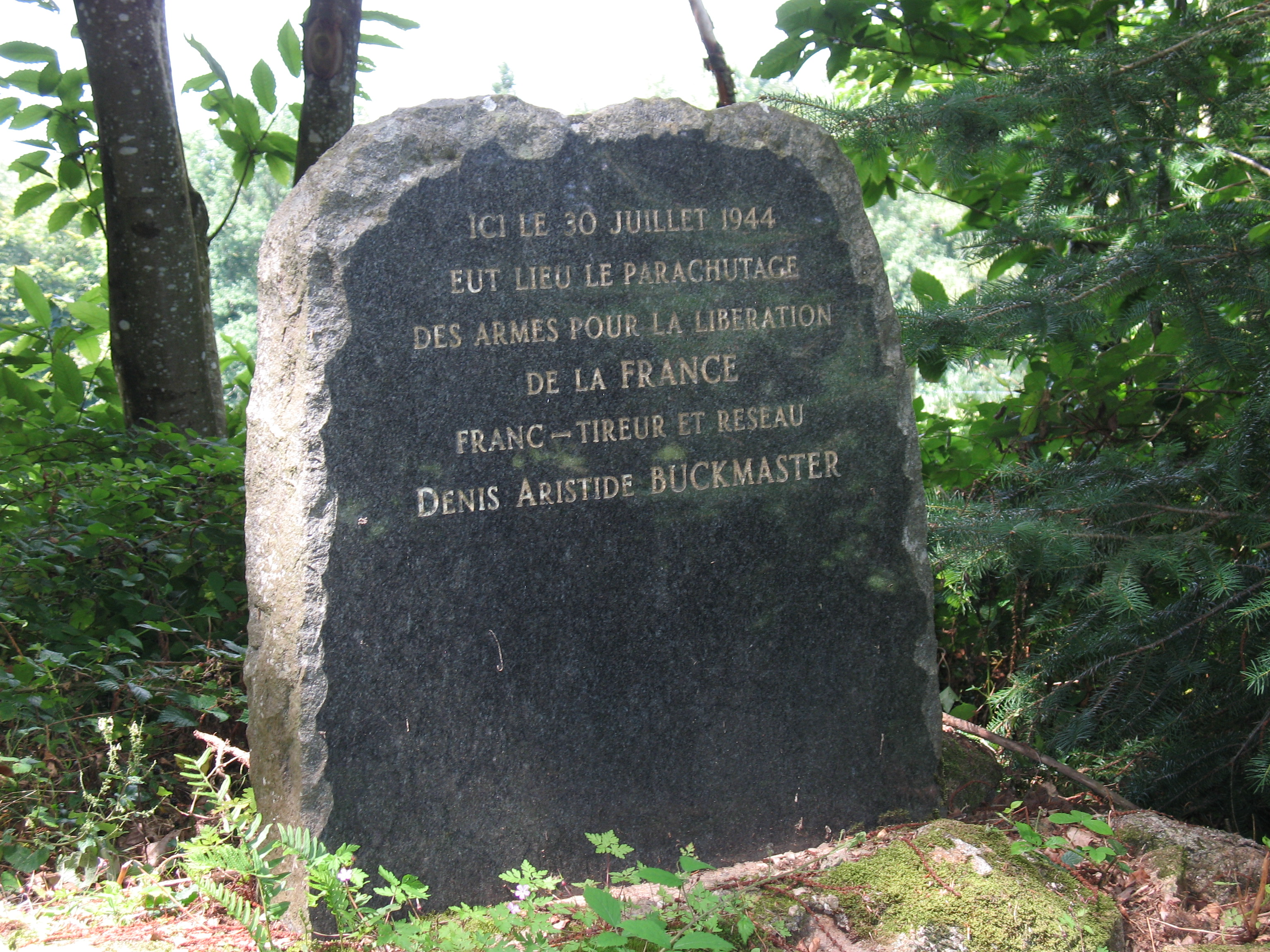
Stèle commémorative située proche du château de la Bélinaye.
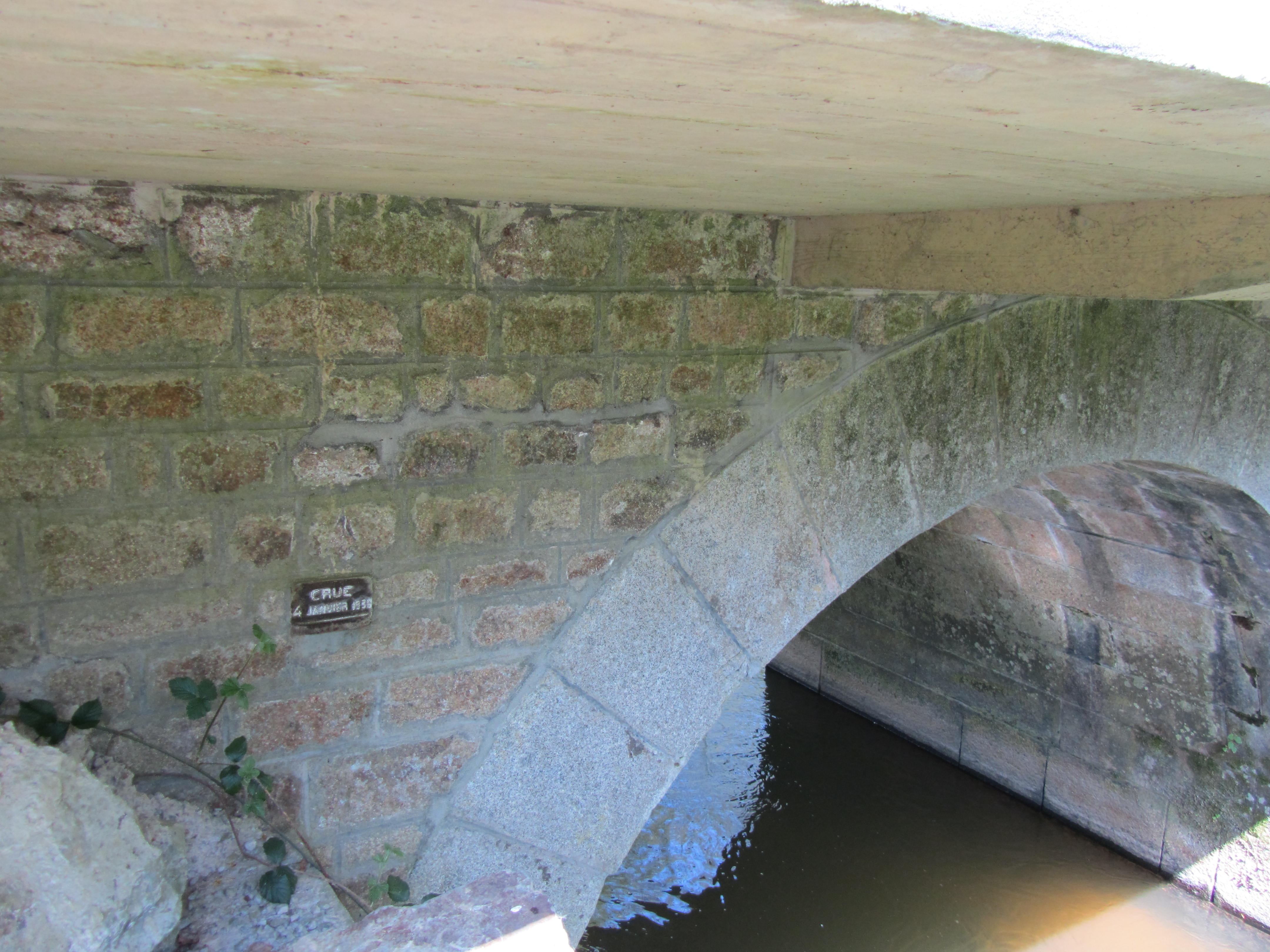
Témoin de la crue du 4 janvier 1936